# Seneschàs
Seneschàs (en francès Sénéchas) és un municipi francès situat al departament del Gard i a la regió d'Occitània.